# 放馬

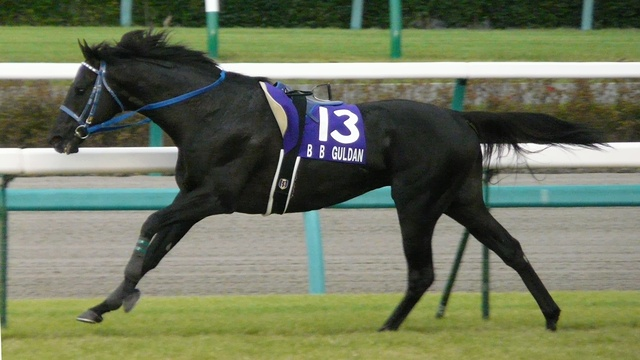
放馬した競走馬（ビービーガルダン）
2011年スプリンターズステークス

放馬（ほうば）とは、競走馬が騎手などの乗り手を振り落とすなどして、逃げることである。
なお、この項目では競走馬が競馬場外へ逃げる脱走（だっそう）についても記述する。

## 概要
競馬場内で何らかの事態が発生し、馬が逃走状態になることがある。このことを放馬という。競馬場の馬場内、特に返し馬やスタート準備中に騎乗している騎手を振り落し（落馬）、放馬することが多く、この場合場内でアナウンスされ、捕獲後に馬体検査を行い、出走可否を決定する。ゲート入り中に放馬が発生した場合はゲート入りは中断となり、すべての馬が一度、ゲートから出される。疲労が著しい、跛行などの故障発生などの場合は競走除外となり、除外馬関連の馬券は返還される。また、競馬場外への放馬（脱走）やパドックでの放馬などもあり、夜間放馬など特殊な放馬ケースがある。

## 放馬・脱走の例
GIレースでの放馬
- 1990年 有馬記念 - ヤエノムテキ
  - 1枠2番の同馬は天皇賞（秋）をレコード勝ち、ジャパンカップ6着のあと引退レースとして臨んだ有馬記念で、本馬場入場時に岡部幸雄が落馬し放馬した。ヤエノムテキは馬場を一周したところで捕獲されたが、馬体検査の結果異常なしとしてそのまま出走し、7着に敗れた。
- 2009年 優駿牝馬（オークス） - ワイドサファイア
  - 8枠16番の岩田康誠騎乗のワイドサファイアは返し馬中に放馬。場内を2周し、捕獲された。競走除外となった[1]。
- 2011年 スプリンターズステークス - ビービーガルダン
  - 7枠13番の佐藤哲三騎乗のビービーガルダンは、最後の1頭がゲート入りをする直前にゲート内から放馬。場内を3周し、1600mスタート地点の待機所で捕獲。競走除外になった。定刻より13分遅れて、レースはスタートした[2]。
- 2018年 天皇賞（秋） ダンビュライト
  - 6枠8番の戸崎圭太騎乗のダンビュライトは、本馬場入場後まもなく戸崎を振り落とし放馬。しばらく場内を疾走したのち捕獲されたが、疲労が著しく競走除外となった[3]。
- 2022年 優駿牝馬 - サウンドビバーチェ
  - 3枠5番の石橋脩騎乗のサウンドビバーチェは、ファンファーレの前に他馬に蹴られ石橋騎手が落馬。そのまま放馬したサウンドビバーチェは3,4コーナーを往復し、3コーナー付近で捕獲。馬体検査が行われたが馬体を故障しており競走除外となった。定刻より15分遅れてレースはスタート、フジ系番組ではレース途中にCMを挟んだり、一部地域ではレースを最後まで中継できなくなる事態となった[4][5]。なお同馬はその後同年の秋華賞及び引退レースとなった2024年のCBC賞でも放馬したがいずれも馬体検査で異常は認められなかったため出走している[6][7]。

深夜の放馬
- 2002年7月28日の夜に新潟競馬場でピアースアローが放馬。出走取消となった。
- 2012年7月14日の午後11時ごろ、翌日のレースに出走を予定していたヨシカワクンが新潟競馬場の馬房から脱走。厩舎地区を放馬しているところを警備員が発見し、厩務員が捕獲した。放馬中の行動が不明のため、出走を取り消した。なお、管理する調教師・矢野英一は注意義務を怠ったとして過怠金3万円が科された[8]。

競馬場外へ脱走
- 1964年の皐月賞は中山競馬場の改修工事により、東京競馬場での開催になった。しかし、出走を予定していたサッポロホマレが競馬場外へ脱走。競走除外となった。馬は府中市車返あたりまで逃げた（レースを勝ったのはのちの三冠馬・シンザン）[9]。
- 1996年の1月25日、大井競馬場の馬洗い場から物音に驚いたスーパーオトメが脱走。平和島出入口から首都高速1号羽田線に入り、空港西出入口までの2.2キロメートル、一般道を含め3.5キロメートルを走行した。馬体に異常はなく、2月3日にデビュー。高速道路を無事に走ったことから交通安全のお守りにと馬券で人気になり、単勝1番人気に推された（結果は5着）。
- 2007年2月24日に阪神競馬場で障害オープン戦の競走中に、ノボリハウツー騎乗の船曳文士と他馬に騎乗した石山繁が落馬。緊急搬送するために柵が外された箇所からノボリハウツーがコース外へ放馬。そのまま業務用通用門から県道へ逃げ出した。たまたま通りかかった調教師の松元省一らが捕獲した。通行人や馬に怪我はなかった[9][10]。
- 2011年6月1日の午前8時ごろ、川崎市幸区の川崎競馬場小向厩舎から2歳の牝馬が飛び出し、国道1号を南へ逃走。横浜市鶴見区で止まっていたところを警察官や関係者に捕獲された。約6キロメートルの脱走だった[11]。
- 2013年2月20日、笠松競馬場で調教中だった牝馬のスイートが厩務員を振り切り、装鞍所から脱走。100メートル先の道路で軽乗用車と衝突。馬は左前脚の付け根を付近を骨折し、予後不良となった[12]。
- 2013年4月26日、笠松競馬場で出走前のパドックから装鞍所へ移動中だった牡馬のミッキーオスカーが突然暴れ出し、逃走。鉄のゲートを突き破り場外へ逃走、最終的に競馬場から約7.6キロ離れた各務原市内の路上で各務原警察署の警察官に取り押さえられた[13][14]。
- 2013年10月28日、笠松競馬場で調教中の2歳牝馬コスモビジョンが騎手を振り落として競馬場外へ脱走、付近の町道を走行中の軽乗用車に衝突した。軽乗用車はそのはずみでさらに対向車に衝突、運転手が死亡した[15]。またコスモビジョンも死亡した[16]。なお1年以内に3度も放馬事故を引き起こしたことを踏まえ、笠松競馬は翌月の11月5日から8日まで開催予定だった第13回開催を自粛する事態となった[17]。

放馬しての勝利
- 2010年10月10日の東京5Rの新馬戦で、田中勝春騎乗のフェイトフルウォーが返し馬で放馬。捕獲後に馬体検査を行ったが、異常は認められずにそのまま出走。7番人気の評価や放馬の疲労を覆し、2馬身1/2差の圧勝を収めた[18]。同馬は3歳となった翌2011年の京成杯、セントライト記念を勝利した[19]。